# Ford Granada (América do Norte)
Veja também Ford Granada (Europa)
O Ford Granada foi um carro produzido e comercializado pela Ford Motor Company na América do Norte entre 1975 e 1982, junto com um modelo similar, o Mercury Monarch. O Granada foi a proposta da Ford para tentar produzir um veiculo que fosse superior ao Mercedes-Benz 280. O Granada e o Monarch estavam disponíveis tanto como um ou duas-portas, quanto como um quatro-portas, que seria o modelo mais completo um pouco.